# Sarcohyla miahuatlanensis
Espèce
Statut de conservation UICN

 DD  : Données insuffisantes
Synonymes
- Plectrohyla miahuatlanensis Meik, Smith, Canseco-Márquez, and Campbell, 2006

Sarcohyla miahuatlanensis est une espèce d'amphibiens de la famille des Hylidae.

## Répartition
Cette espèce est endémique de l'État d'Oaxaca au Mexique. Elle se rencontre dans la Sierra de Miahuatlán vers 2 550 m d'altitude,.

## Description
L'holotype de Plectrohyla miahuatlanensis mesure 42,5 mm. Son dos est vert foncé avec des marbrures brun pâle, ses flancs sont jaune citron et sa face ventrale brune.

## Étymologie
Son nom d'espèce, composé de miahuatlan et du suffixe latin -ensis, « qui vit dans, qui habite », lui a été donné en référence au lieu de sa découverte, la Sierra de Miahuatlán.

## Publication originale
- Meik, Smith, Canseco-Márquez & Campbell, 2006 : New Species of the Plectrohyla Bistincta Group (Hylidae: Hylinae: Hylini) from Oaxaca, Mexico. Journal of Herpetology, vol. 40, no 3, p. 304-309.